# Minanapis floris
Minanapis floris is een spinnensoort in de taxonomische indeling van de Dwergkogelspinnen (Anapidae).
Het dier behoort tot het geslacht Minanapis. De wetenschappelijke naam van de soort werd voor het eerst geldig gepubliceerd in 1989 door Norman I. Platnick & Raymond Robert Forster.